# Byram cum Sutton
Byram cum Sutton est une paroisse civile du Yorkshire du Nord, en Angleterre.